# Aïoli szósz

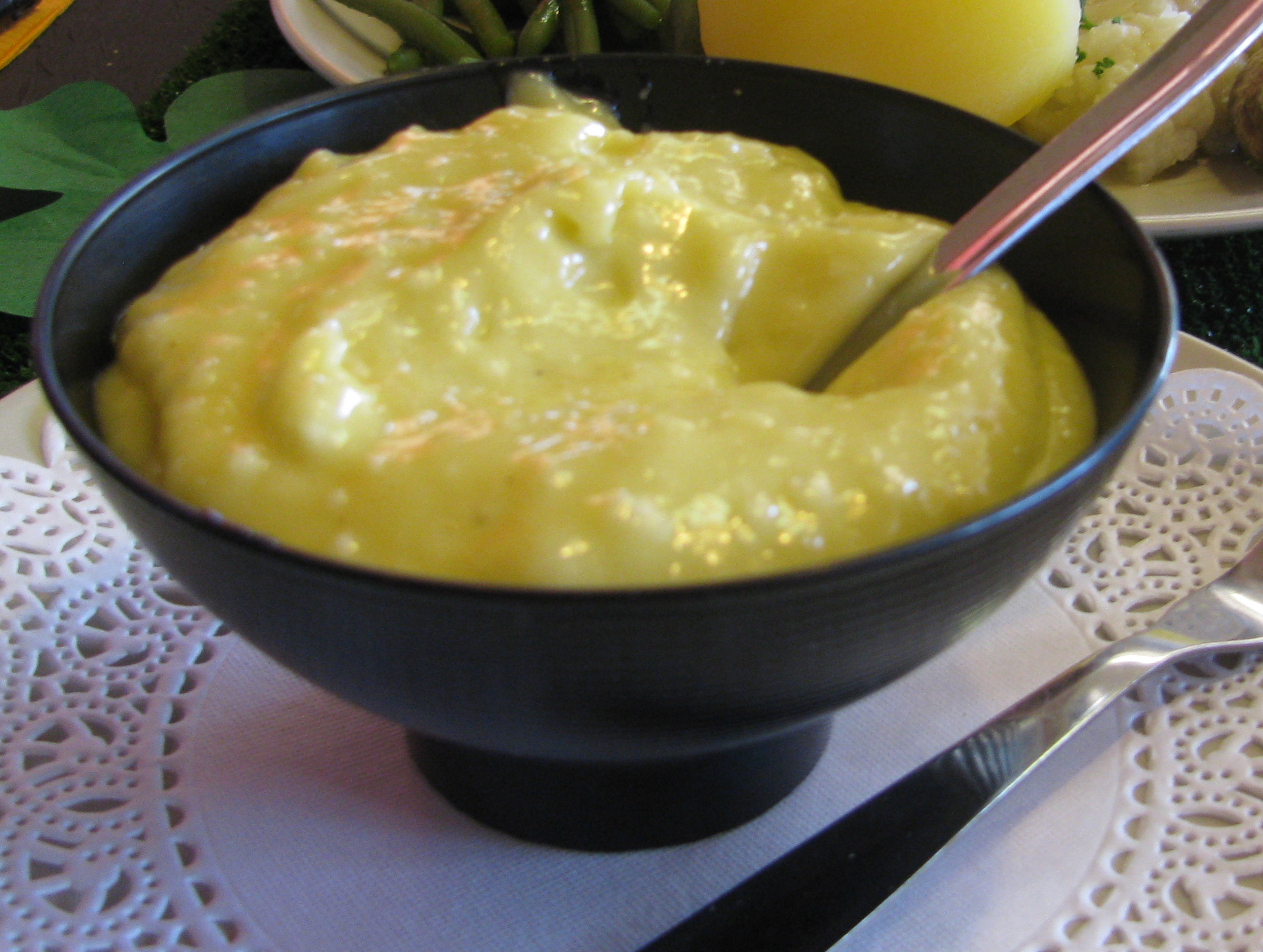

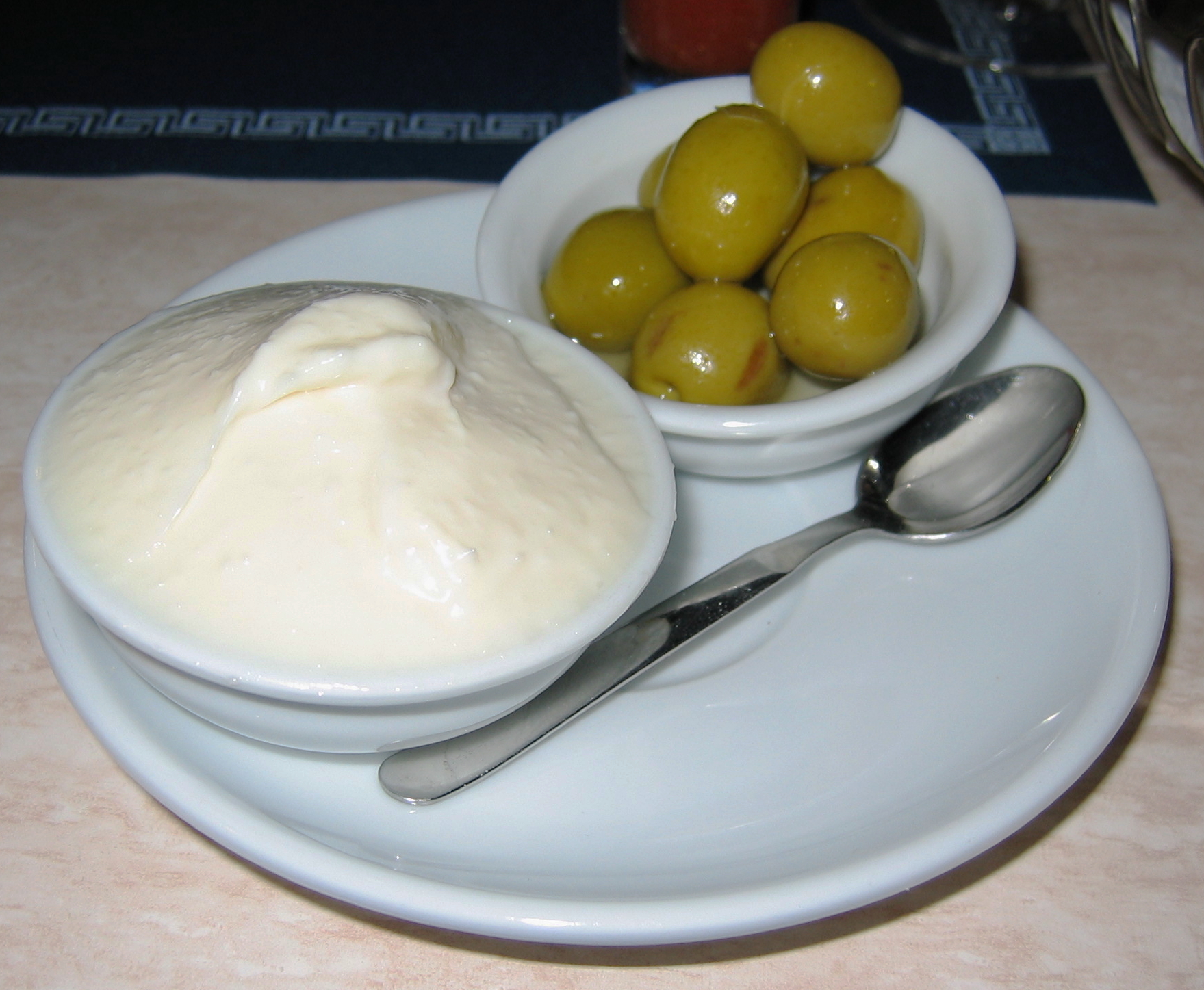
Aïoli olívákkal

Az aïoli szósz (majonézes fokhagymaszósz) egy jellegzetes nyugat-mediterrán étel. Klasszikus receptje szerint alapja tojásból és olajból készül; az egyszerűsített változatok alapanyagként előre elkészített majonézt használnak.
Eredetileg a marseille-i konyha remeke: provanszál nyelven az aï fokhagymát, az oil pedig olajat jelent.

## Alapanyagai
Alapváltozata viszonylag egyszerű és könnyen elkészíthető. Az olaj fajtája változhat (lehet pl. kukoricacsíra-olaj, szója-étolaj). További adalékokkal pikánsabbá tehető. Hígabb változatához vizet is használnak.

### Alapváltozat
- fokhagyma
- só
- citromhéj
- citromlé
- tojássárgája
- olívaolaj
- napraforgóolaj

### Ízesített fajtái
Leggyakoribb ízesítői:
- a petrezselyem,[4]
- a fekete bors[2]
- a csípős paprika[5] és
- a dijoni mustár[1].

## Elkészítése
Összetevőit (a felsorolás sorrendjében) fokozatosan összetörjük-összeturmixoljuk, amíg sima, sárga krémet nem kapunk. Utána negyed óráig pihentetjük, hogy az ízek összeálljanak.

## Felhasználása
Tenger gyümölcseihez, húsételekhez, párolt zöldségekhez, salátákhoz egyaránt illik.
Franciaországban a bouillabaisse halleveshez is felszolgálják.
Hagyományosan mártogatósnak kínálják, de használható kenyéren, sajttal megszórva melegszendvicshez is.